# Johann Wilhelm Ferdinand Heuer
Johann Wilhelm Ferdinand Heuer (* 18. Februar 1817 in Uelzen; † 4. Dezember 1899 in Frankfurt am Main) war ein deutscher Kaufmann und Politiker der Freien Stadt Frankfurt.

## Leben
Johann Heuer lebte als Kaufmann in Frankfurt am Main. Sein Unternehmen handelte mit Manufaktur- und Modewaren. Er war Mitgründer der Transport-, Unfall- und Glasversicherung und des Palmengartens. Von 1863 bis 1874 war er Mitglied der Frankfurter Handelskammer.
Er war von 1861 bis zum Ende der Freien Stadt Frankfurt 1866 Mitglied im Gesetzgebenden Körper der Freien Stadt Frankfurt.